# Santa Maria del Palau
El conjunt arqueològic de Santa Maria del Palau és un jaciment medieval que pertany al municipi de Torroella de Montgrí (Baix Empordà). Forma part de l'Inventari del Patrimoni Arquitectònic de Catalunya. Està constituït per un petit temple romànic en ruïnes i pels vestigis d'un petit poblat i el conjunt tindria els seus orígens en època romana (segle ii aC). El conjunt es troba inclòs dins el Parc Natural del Montgrí, les Illes Medes i el Baix Ter i, tot i que pertany al municipi de Torroella de Montgrí, està situat més a prop dels nuclis de Bellcaire d'Empordà (Baix Empordà) i de l'Escala (Alt Empordà).

## Descripció
La part principal del conjunt és una església d'una nau, de planta rectangular, sense capçalera destacada. Tot i que l'edifici està en estat ruïnós, al costat d'un poblat abandonat, es mantenen les seves estructures arquitectòniques elementals, llevat del frontis i de l'atri que el precedia, dels quals només en queden testimonis, sobretot al nord on hi ha un fragment d'una volta de quart de cercle. L'interior és cobert amb volta apuntada i seguida, sense cap arcada. Al mur de llevant hi ha una finestra de doble esqueixada i al de migdia restes d'una porta lateral.
Una campanya de neteja de l'edifici ha posat al descobert la façana de la galilea, amb l'espai d'entrada; el basament del frontis amb l'espai inferior d'una possible porta elevada; el basament del tenant d'altar i fragments de paviment d'argamassa. Es creu que l'edifici es construí amb carreus força mal tallats, essent només ben escairats els de les cantonades. Es considera que l'edificació data del segle xiii i que seria un exemple del gòtic primitiu o del tardo-romànic, ja que la seva arquitectura manté els elements essencials del romànic avançat de la comarca, com ara la volta apuntada, les portes d'arc en degradació, les finestres de doble biaix o esqueixada, els carreus ben escairats i la inexistència d'un absis semicircular.
Al voltant del temple hi ha restes d'edificis del poblat d'origen medieval i altes i grosses parets seques, així com testimonis de poblament d'època romana.

## Història
Tot i que no hi ha hagut una intervenció arqueològica sistemàtica i, per tant, no és possible precisar la cronologia del jaciment, algunes de les restes ceràmiques trobades fan sospitar que aquest paratge ja estava habitat entorn el segle ii aC, on s'hi hauria ubicat una vil·la romana. De fet, la vil·la romana, que ha originat el topònim, presenta vestigis en una extensió molt considerable i es trobaria a prop de l'important camí d'Empúries, una antiga via romana que creuava el massís del Montgrí i connectava Empúries amb Girona. També es creu que aquest poblament es va mantenir fins a la Baixa Edat Mitjana, però que fou abandonat quan l'Escala començà a ser habitada.
L'església es troba esmentada a les Rationes decimarum dels anys 1279 i 1280 amb el nom llatí de Sancte Marie de Palacio. En dos nomenclàtors de la diòcesi de Girona de les darreries del segle xiv es fa constar que era una capella, amb sacerdot adscrit, de la parròquia de Sant Joan de Bellcaire.

## Intervencions
Una primera neteja de les ruïnes fou duta a terme pel Centre d'Estudis Escalencs. El Palau és un paratge molt més proper al poble de l'Escala que no pas al seu cap de terme, Torroella de Montgrí. De fet, per trobar-se als contraforts septentrionals del massís del Montgrí, geogràficament s'hauria de considerar pertanyent a l'Alt Empordà.
L'any 2017, l'Ajuntament de Torroella de Montgrí va arribar a un acord amb els propietaris dels terrenys de Santa Maria del Palau per fer-se càrrec de la consolidació i restauració del conjunt arqueològic. Els primers treballs de consolidació es van dur a terme durant la tardor de 2017, i en els anys següents es van realitzar treballs de conservació, millora i gestió.